# Mirdita

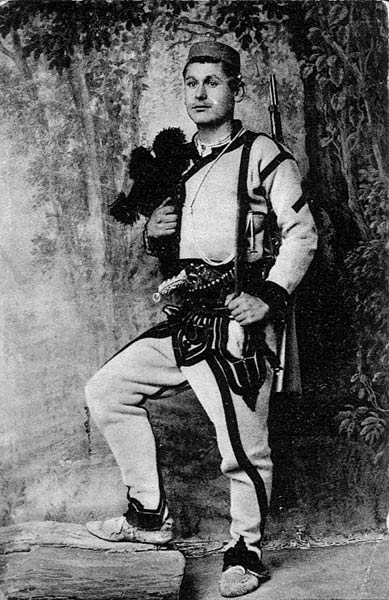
Mirdita harcos a 20. század elején

Mirdita néprajzi táj Észak-Albániában, hagyományosan a mirditák törzsi szállásterülete, napjainkban Mirdita község néven közigazgatási egység. Földrajzilag a Közép-Albán-hegység része, a Mat folyótól északra elterülő Mirdita-fennsíkkal, vagy geológiai megközelítésben az eruptív kőzetekből és triász kori palából álló Mirdita-takaróval azonos. Jelentősebb települései Rrëshen, Rubik és történelmileg Orosh.

## Története
Eredetileg a mirdita törzsbeliek, egyszóval a mirditák Blinishttől északra húzódó szállásterületeit jelölte, és ebben az értelemben ismertek első írásos említései is (Mirdita, 1571; Miriditti, 1610). A név eredete nem ismert, a népetimológia mindenesetre a mirë dita! (’jó napot!’) köszönőformulával köti össze.
Albánia török megszállását követően, az oszmán fennhatóság fél évezrede alatt a mirditák megmaradtak katolikus vallásuknál, az egyetlen katolikus népcsoport volt, amely katonákat adott az oszmán hadseregnek. A közvetlenül a római Szentszék alá rendelt, tizenhat plébániát magában foglaló mirditai apátság központja Orosh, főtemploma a Szent Sándor-főapátság volt. Katolicizmusuk okán a 17. században a Velencei Köztársaság egyik legfőbb szövetségesének számítottak albán földön. Vallásuk mellett viszonylagos önrendelkezésüket, sajátos törzsi rendszerüket és szokásjogi rendszerüket (Kanuni i Skënderbeut) is megőrizték az évszázadok során. Az öt kisebb törzsre oszló mirditák törzsszövetsége élén a kapitány (kapedan) állt, s bár katonát adtak a töröknek, mind közigazgatási, mind gazdasági kérdésekben a saját uraik voltak. A 19. század első felében végrehajtott oszmán közigazgatási reformot követően a Szkutari vilajeten belül saját kazával (törvényhatósági járással) rendelkeztek.
A mirditák a 19. századtól fontos szerepet játszottak az Albánia függetlenségéhez vezető nemzeti mozgalmakban. Az 1870-es évek fegyveres felkeléseinek egyik hangadója Mirdita főapátja, Preng Doçi volt, az 1878-ban alakult Prizreni Ligának pedig a mirdita kapitány, Prenk Bibë Doda volt az egyik vezéralakja. Ugyancsak fegyvert ragadtak az 1911-es és 1912-es felkelések során is. 1921-ben kapitányuk, Marka Gjoni szerb támogatással – és a mirditák tiltakozása dacára – kikiáltotta a kérészéletű Mirditai Köztársaságot.
A második világháborút követően, a kommunizmus évtizedeiben a vidék egyházi építészeti emlékeit elpusztították, a mirditák hagyományos kultúrája nagyrészt elenyészett. A Mirdita-fennsíkon intenzív bányaművelésbe kezdtek, s Rubik városa a rézkohászat egyik albániai központja lett. A nehezen megközelíthető hegyvidéken, Spaçi közelében 1967 után büntetőtábor működött, amelynek politikai elítéltjei a mirditai réziparban végezték munkájukat.

## Mirdita napjainkban
A 20. századtól Albánia egyik közigazgatási egysége, a Lezha megyén belüli Mirdita kerület, majd 2015-től Mirdita község területe nagy vonalakban megegyezik a néprajzi Mirdita-fogalom kiterjedésével.
Az Albániát Koszovóval összekötő A1-es autópálya átszeli a Mirdita-vidéket.